# FK Haradseja
Der FK Haradseja ist ein belarussischer Fußballverein aus Haradseja.

## Geschichte
Der Verein wurde 2004 gegründet. Bis 2007 spielte die Mannschaft Futsal. 2008 spielten sie erstmals in der Druhaja Liha. 2011 folgte das Debüt in der Perschaja Liha. Seit 2016 spielt die Mannschaft in der Wyschejschaja Liha.